# Dhudike
Dhudike är en ort i Indien. Den ligger i distriktet Moga och delstaten Punjab, i den norra delen av landet, 300 km nordväst om huvudstaden New Delhi. Dhudike ligger 230 meter över havet och antalet invånare är 6 200.
Terrängen runt Dhudike är mycket platt. Runt Dhudike är det tätbefolkat, med 411 invånare per kvadratkilometer. Närmaste större samhälle är Jagraon, 12,6 km öster om Dhudike. Trakten runt Dhudike består till största delen av jordbruksmark.